# نيكولاس بلفيتو
نيكولاس بلفيتو (بالفرنسية: Nicolas Belvito)‏ (ولد في 18 ديسمبر 1986) هو لاعب كرة قدم فرنسي، يلعب مع نادي غرونوبل.

## روابط خارجية
- نيكولاس بلفيتو على موقع رابطة كرة القدم الفرنسية للمحترفين (الإنجليزية)
- نيكولاس بلفيتو على موقع قاعدة بيانات كرة القدم.إي يو (الإنجليزية)
- نيكولاس بلفيتو على موقع ليكيب (الفرنسية)
- نيكولاس بلفيتو على موقع Soccerway.com (الإنجليزية)